# По тонкому льоду
«По тонкому льоду» (рос. По тонкому льду) — радянський художній фільм 1966 року, режисера Даміра Вятича-Бережних, знятий за однойменною повістю Георгія Брянцева.

## Сюжет
Фільм був знятий до 50-річчя органів державної безпеки Радянського Союзу. Фільм оповідає про боротьбу працівників органів держбезпеки СРСР проти німецької розвідки в передвоєнні роки і проти німецьких військ в роки Великої Вітчизняної війни. У центрі фільму історія трьох контррозвідників. У 1939 році чекісти Брагін, Трапезников і Безродний нападають на слід резидента німецької розвідки полковника Дункеля. Але під час переслідування Дункель ховається. Після початку війни чекісти отримують завдання встановити розташування ворожого розвідцентру і паралізувати його роботу. Тут вони знову стикаються з німецьким полковником розвідки Дункелем. Чекістам вдається захопити Дункеля і переправити через лінію фронту.

## У ролях
- Віктор Коршунов — Дмитро Дмитрович Брагін
- Фелікс Яворський — Геннадій Васильович Безродний
- Олексій Ейбоженко — Андрій Трапезников
- Михайло Глузський — Олександр Васильович Кочергін
- Ізольда Ізвицька — Оксана
- Олексій Алексєєв — Аким
- Микола Крючков — Герасим Трохимович Пароконний
- Микола Крюков — полковник Дункель, він же Фідлер, він же Похмурий
- Олег Мокшанцев — шофер Мігалкін
- Василь Нещипленко — Вітковський
- Тетяна Панкова — Кулькова, стара баптистка
- Микола Сморчков — Павло Васильчиков, партизан
- Гліб Стриженов — Карл Фрідріхович Франкенберг, лікар-терапевт
- Олександр Шворін — Вадим Данилович Філін
- Олев Ескола — штурмбанфюрер Земельбауер
- Валерія Бєскова — Лариса Сергіївна Брусенцова
- Сергій Голованов — Борис Антонович Селіхов
- Микола Граббе — Осадчий
- Вадим Захарченко — Кошельков
- Юрій Кірєєв — співробітник НКВД
- Пëтр Любешкін — Омельченко, секретар парторганізації автобази
- Лаврентій Масоха — гауптман Фробль
- Микола Погодін — Каменщиков
- Інна Федорова — господиня квартири
- Роман Хомятов — Володя Воробйов
- Євген Шутов — медичний експерт Хоботов
- Дмитро Орловський — допитуваний
- Ія Маркс — відвідувачка

## Знімальна група
- Режисер — Дамір Вятич-Бережних
- Сценаристи — Іван Бакуринський, Юліан Семенов
- Оператор — Микола Олоновський
- Композитор — Мечислав Вайнберг
- Художник — Юрій Кладієнко